# Radikalni centar
Radikalni centar je relativno novi izraz u politici i političkoj teoriji oko čije potpune definicije ne postoji usuglašenost, ali koji se često rabi radi opisivanja političke ideologije, pokrete i stranke koji izričito odbacuju krajnosti ljevice i desnice, kao i kompromis s njihovim umjerenijim inačicama (lijevi i desni centar), odnosno skretanje s tzv. čistog političkog centra.
Izraz radikalni centar je na popularnosti dobio nakon završetka hladnog rata, kada je nestanak ideološke borbe ljevice i desnice mnoge naveo da opcije političkog centra prihvate kao jedine prikladne za suvremeni svijet. 
Uz pojam radikalni centar veže se i pojam Treći put, odnosno ideologija američkog predsjednika Billa Clintona te britanskog premijera Tonyja Blaira.